# Jerzy Ossoliński
Jerzy Ossoliński, född den 15 december 1595 i Sandomir, död den 9 augusti 1650 i Warszawa, var en polsk statsman.
Ossoliński studerade länge vid utländska universitet, skickades av Sigismund III till Jakob I av England och påven Urban VIII för att få deras bistånd i kriget mot turkarna och blev kronkansler 1643. Han deltog också i fredsunderhandlingarna i Altmark 1629 och i Stuhmsdorf 1635. Efter kung Vladislavs död (1648) genomdrev han Johan Kasimirs val till hans efterträdare och ledde fredsunderhandlingarna med khanen av Krim, sedan han lyckats upplösa dennes allians med kosackerna 1649. 
Ossoliński, som hade stora statsmannaegenskaper och var vän av en fredlig politik, ivrade kraftigt för stärkandet av kungamakten gentemot adeln, i vars privilegierade ställning han såg en olycka för Polen. På 1638 års riksdag blev han därför av adeln förbjuden att bära den furstetitel, som han fått av Ferdinand II. Han utgav De optimo statu rei publicae (1614), Quaestiones morales (1615) och Mercurius Sarmaticus (1645). Hans dagbok, Dziennik wlasnego zycia trycktes 1875.